# چک اشتینگر
چک اشتِیْنِگِر (نام علمی: Saxicola stejnegeri) پرنده‌ای از سردهٔ چک در تیرهٔ مگس‌گیران در راستهٔ گنجشک‌سانان است که بومی شرق آسیا است و منظقه تولیدمثلی‌اش در مرکز و شرق سیبری، ژاپن، کره، شمال شرق چین و شرق مغولستان است. چک اشتینگر در زمستان به جنوب کوچ می‌کند و به جنوب چین و هندوچین می‌رود.
این پرندهٔ کوچک ۱۱٫۵ تا ۱۳ سانتی‌متر طول دارد و در ظاهر و رفتار بسیار شبیه چک سیبری است و تنها در جزئیات مانند شکل منقارشان و رنگ بعضی از پرها اختلاف دارند.
گذر اتفاقی این پرندگان از غرب در بریتانیا، از شرق در آلاسکا و از جنوب در بورنئو گزارش شده است.

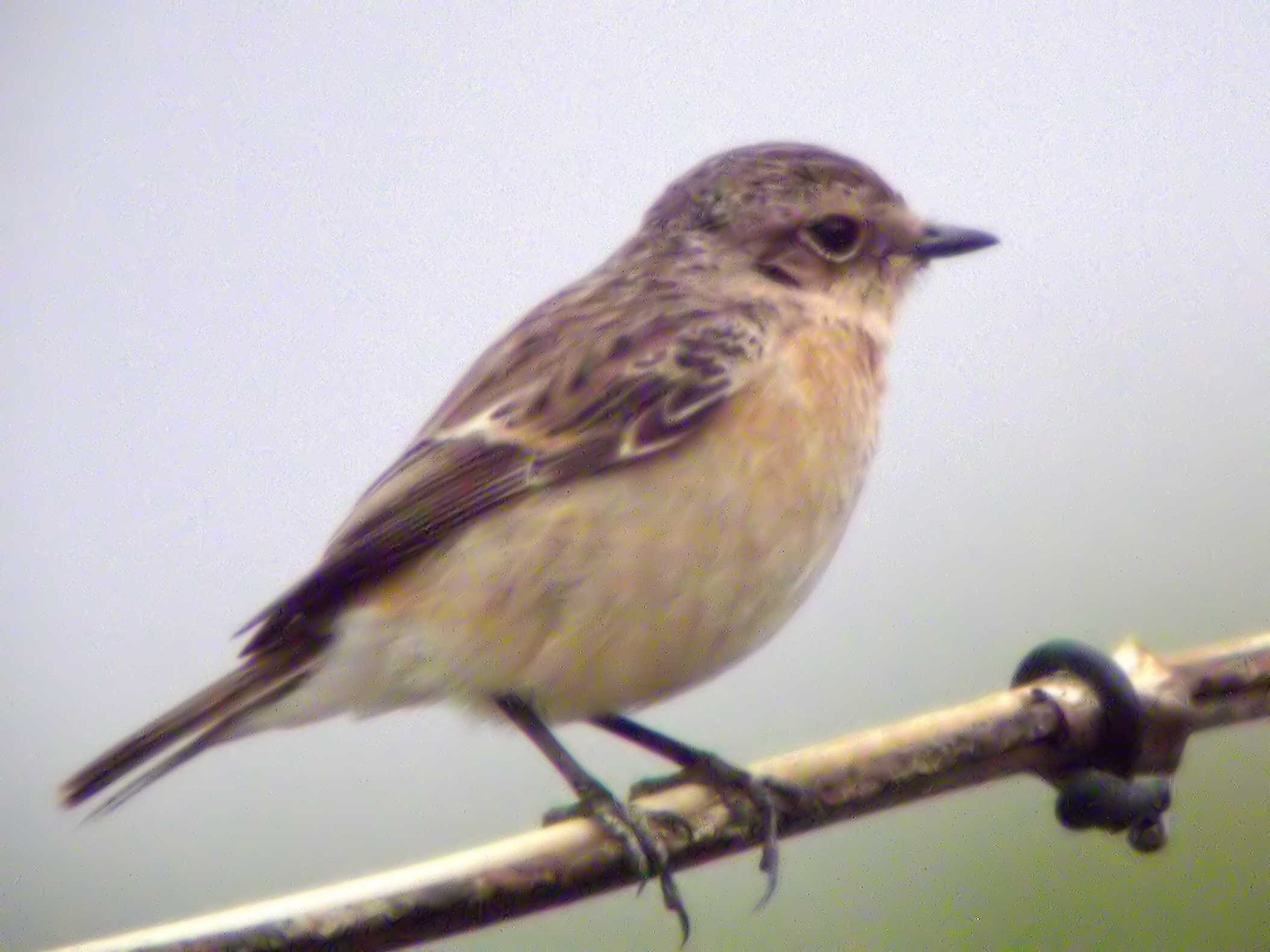
چک اشتینگر ماده در حال زمستان‌گذرانی در هنگ کنگ.